# シムソンの定理

三角形 ABC のシムソン線

シムソン線（赤）は、スタイナーのデルトイド（青）に接する

幾何学におけるシムソンの定理とは、△ABC の外接円上の点 P から三角形の各辺 BC, CA, AB におろした垂線の足 L, N, M がすべて同一直線上にある（共線関係にある）という定理である。この直線のことをシムソン線（シムソンライン）と呼ぶ。この定理はロバート・シムソンから名づけられた。しかし、最初に1797年にこの概念を出版したのはウィリアム・ウォレスである。

## シムソン線の性質
- 三角形の1つの頂点をPとすると、Pに対するシムソン線はPから対辺に下ろした垂線になる。またPを外接円の中心に対して頂点と対称の位置に取ると、Pに対するシムソン線は辺の1つと一致する。
- Oを外接円の中心、PとP'を外接円上の点とする。Pに対するシムソン線とP'に対するシムソン線が成す角は、POP'の半分に等しい。特にPとP'が直径の両端にあるとき、2本のシムソン線は垂直に交わる。このときの交点は九点円上にある。
- 三角形のABCの垂心をHとする。Pに対するシムソン線は、PHの中点を通る。
- 共通の外接円を持つ2つの三角形があったとき、Pに対する2本のシムソン線が成す角はPによらず一定の値をとる。
- シムソン線による包絡線はデルトイド（内サイクロイドの一種）となる。このデルトイドをスタイナー（シュタイナー）のデルトイドという。
- 三角形の外接円上に点Pをとる。ポンスレの閉形定理よりこの三角形と、内接円と外接円を共有する三角形は無数に存在するが、これらの三角形におけるPのシムソン線は、定点を通る。これをグリーンヒル-ディクソンの定理（Greenhill-Dixon theorem）という[3][4]。サー・ジョージ・グリーンヒルとA. C. ディクソンの名を冠する[5]。後述の双心多角形におけるシムソン線でも同様に成立する[6]。

## 証明

### 初等幾何による証明
AとBは対角点だから∠PAC+∠CBP=180度。
∠PAC>90度の場合、AとBを入れ替えて∠PAC≦90度とする。
∠PAC=90度の場合,∠CBP=90度,A=M,B=L,Nは直線AB上の点だからL,M,Nは同一直線上にある.
∠PAC<90度とする。
点A,P,N,Mは同一円周上にある。
A,P,B,C はこの順で外接円周上にあるから
直線BAに対してPとCは反対側にある。
∠PAC<90度だから(A→C)と(A→M)の向きが同じになるから
∠PAM=∠PAC…①
直線BAに対してPとMは反対側にある。
Nは直線BA上の点だから
直線NAに対してPとMは反対側にあるから
NとAは四角形APNMの対角点となるから
∠PAM+∠MNP=180度…②
点P,L,B,Nは同一円周上にある。
B,C,A,P はこの順で外接円周上にあるから
直線BAに対してPとCは反対側にある。
∠CBP>90度だから
直線BAに対してLとCは反対側にあるから
直線BAに対してLとPは同じ側にある。
Nは直線BA上の点だから
直線BNに対してLとPは同じ側にあるから
BNは四角形PLBNの対角線でない辺となるから
∠PNL=∠PBL…③
∠CBP>90度だから
(B→L)と(B→C)の向きが180度異なるから∠PBL+∠CBP=180度.
∠PAC+∠CBP=180度だから
∠PBL=∠PAC…④
①,②,③,④から、∠MNP+∠PNL=180度。

## 一般化

### 一般化1

一般化1

△ABCと、外心を通る直線l、点Pについて、AP,BP,CPとlの交点のBC,CA,ABにおける直交射影は共線である。またPと垂心の中点もこの直線上にある。Pをl上に置けば、lと一致する。

### 一般化2

シムソン線の射影幾何学的な一般化

外接円錐曲線Γと、平面上の2点P,Qについて、直線PA,PB,PCとΓの第二交点をそれぞれA1,B1,C1とする。Pと、QA1,QB1,QC1とBC,CA,ABの交点延べ4点が共線であることと、QがΓ上にあることは同値。

### 一般化3
三角形のシムソン線から出発して、帰納的に任意の円内接多角形におけるシムソン線を定義することができる。これは大抵E. M. ラングレーに帰される。特に円に内接する四角形に拡張したものはよく知られる。
円に内接するn角形とその外接円上の点Pについて、n角形の頂点のうち、n - 1個からなる多角形におけるPのシムソン線延べn本に、Pから降ろした垂線の足はすべて共線である。これをn角形におけるシムソン線と定義できる。

### 一般化4
円錐曲線Γ上に7点A, B, C, A', B, C', Iを、△ABC, △A'B'C' がSを中心に配景となるように配置する。このときIA'とBC、IB'とCA、IC'とABのそれぞれの交点とSは共線である。Sを無限遠に置き、Γを円とすれば、任意角に一般化されたシムソン線を得る。
他にも多くの拡張が知られる。